# دوبیه (بوگاتیچ)
دوبیه (به صربی: Dublje) یک منطقهٔ مسکونی در صربستان است که در صربستان واقع شده‌است.